# Aperer Freiger
Der Apere Freiger ist ein 3261 m ü. A. hoher Berg in den Stubaier Alpen in Tirol, Österreich. Im Gegensatz zum benachbarten Wilden Freiger ist er unvergletschert (aper).

## Anstieg
Der Anstieg erfolgt als Bergtour in etwa 3,5 Stunden Gehzeit von der Sulzenauhütte über den Lübecker Weg, zuletzt über den Westgrat in leichter Blockkletterei (UIAA I) zum Gipfelkreuz, welches ca. 50 m südwestlich des eigentlichen Gipfels auf ca. 3260 m steht.

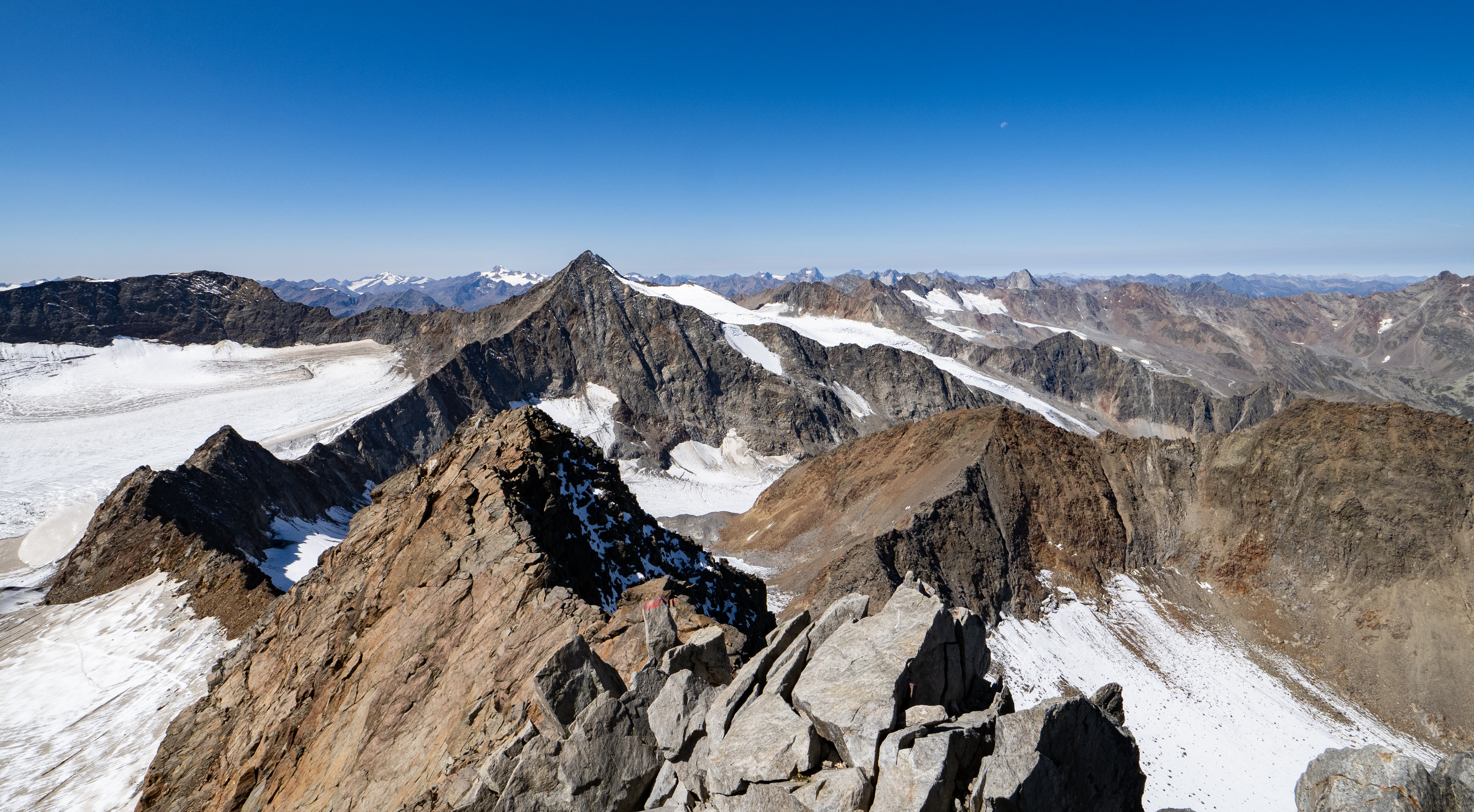
Blick vom Wilden Freiger nach Westen, rechts im Mittelgrund der Apere Freiger
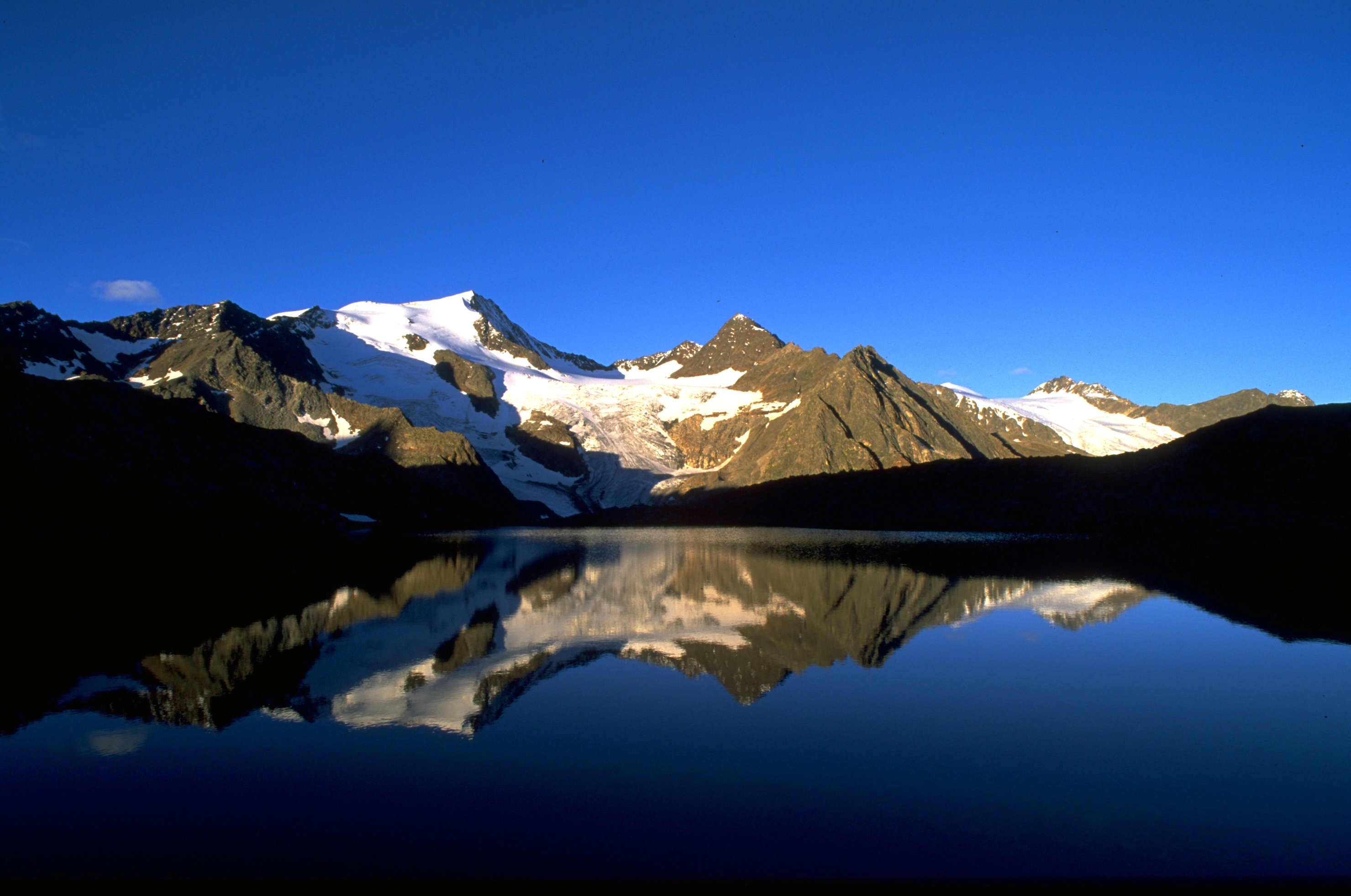
Blick vom Grünausee zum Wilden Freiger (links), mittig der Apere Freiger